# Jakob Halder
Jakob Halder (* 5. Mai 1923 in Navis; † 17. Dezember 1995 in Innsbruck) war ein österreichischer Politiker (ÖVP) und Kammeramtsdirektor. Er war von 1962 bis 1979 Abgeordneter zum Nationalrat.
Halder besuchte nach der Volksschule ein Gymnasium und maturierte 1942. Er studierte an der Universität Innsbruck und promovierte 1949 zum Doktor. Danach wurde er Amtssekretär der Landwirtschaftskammer Tirol und 1961 Kammeramtsdirektorstellvertreter. 1971 wurde er zum Kammeramtsdirektor befördert. Zudem wurde ihm der Titel Oberlandwirtschaftsrat verliehen.
Halder war ab 1964 Bezirksobmann der ÖVP Innsbruck-Land und übernahm 1972 den Vorsitz der Strafvollzugskommission für Tirol. Er vertrat die ÖVP zwischen dem 14. Dezember 1962 und dem 4. Juni 1979 im Nationalrat.

## Auszeichnungen
- 1974: Großes Goldenes Ehrenzeichen für Verdienste um die Republik Österreich[1]